# Romola de Pulszky
Romola de Pulszky, coniugata Nižinskij (Budapest, 20 febbraio 1891 – Parigi, 8 giugno 1978) è stata una nobildonna e biografa ungherese.

## Biografia
Romola de Pulszky nacque a Budapest nel 1891, seconda figlia della primadonna del teatro ungherese Emília Márkus e di Károly Pulszky, parlamentare e direttore della Galleria Nazionale d'Arte. La famiglia aveva origini polacche ed erano discendenti di ugonotti francesi convertitisi al cattolicesimo. Il padre fu costretto alle dimissioni e all'esilio dopo essere stato travolto da uno scandalo per la sua attività museale, spingendolo infine al suicidio a Brisbane quando Romola aveva otto anni.
Inizialmente era intenzionata a seguire le orme materne, ma dimostrò poco talento per la recitazione. All'età di 21 anni era fidanzata ufficialmente con un barone ungherese, ma cancellò le nozze dopo aver visto i Balletti russi nel 1912. Decise quindi di tentare una carriera come ballerina, con la speranza di avvicinarsi al suo idolo, Vaclav Fomič Nižinskij. Cominciò a studiare danza con Enrico Cecchetti e a seguire la compagnia per l'Europa, cercando di attirare l'attenzione di Nižinskij, che però era rigidamente controllato da Sergej Pavlovič Djagilev. Romola riuscì nel suo intento durante una tournée sudamericana della compagnia: durante la traversata per l'Argentina, Nižinskij le chiese di sposarlo e i due convolarono a nozze a Buenos Aires il 10 settembre 1913.
Il matrimonio ebbe serie conseguenze sulla carriera di Nižinskij: Djagilev solitamente non voleva ballerini sposati nella compagnia ed era probabilmente geloso di Nižinskij, quindi quando il ballerino dovette rinunciare ad alcune rappresentazioni a causa della sindrome di Couvade (Romola infatti era rimasta incinta subito dopo le nozze) lo licenziò dai Balletti russi. Di ritorno in Europa, Romola diede alla luce la prima figlia, Kyra, a Vienna il 19 giugno 1914, dieci giorni prima dall'attentato di Sarajevo. Con lo scoppio della prima guerra mondiale i Nižinskij furono messi agli arresti domiciliari perché di nazionalità russa e quindi nemici politici dell'Impero austro-ungarico. Dopo due anni ai domiciliari ottennero il permesso di lasciare l'Ungheria per gli Stati Uniti, dove Nižinskij danzò nel Nord e Sud America con i Balletti russi, dopo che Djagilev gli permise di tornare nella compagnia. I tre anni successivi furono segnati da un rapido deterioramento della salute mentale di Nižinskij, a cui lo psichiatra Eugen Bleuler diagnosticò la schizofrenia nel 1919. Il ballerino avrebbe trascorso i trent'anni successivi entrando e uscendo da ospedali psichiatrici.
Nel 1920 Romola partorì la seconda figlia, Tamara. Nel 1934 pubblicò la prima biografia del marito, intitolata semplicemente Nižinskij. Ritrovò anche i diari che il marito aveva scritto nell'arco di sei settimane nel 1919, prima del ricovero. Dopo aver revisionato e censurato i diari, li fece pubblicare nel 1936 per finanziare le cure del marito. Nello stesso anno si rivolse al neurologo Manfred Sakel, il quale cominciò a sottoporre Nižinskij al trattamento noto come terapia del coma insulinico. I Nižinskij trascorsero la seconda guerra mondiale tra Budapest e Sopronnémeti. Nižinskij morì a Londra nel 1950 all'età di 61 anni e nel 1952 Romola pubblicò una seconda biografia, Gli ultimi anni di Nižinskij. Dopo il primo ricovero del marito, Romola ebbe una serie di relazioni saffiche con alcune donne. Morì a Parigi nel 1978 all'età di 87 anni.
Il giudizio su Romola de Pulszky da parte degli storici e biografi di Nižinskij rimane controverso. Ebbe sicuramente il merito di promuovere e alimentare la leggenda del marito, mantenendo vivo nel grande pubblico l'interesse per il ballerino. La sua edizione dei diari del marito ha ricevuto critiche negli anni seguenti per i drastici tagli effettuati sul testo, allo scopo di eliminare riferimenti sessualmente espliciti ma anche apprezzamenti poco lusinghieri su di lei ("Mia moglie è una stella che non splende"). Secondo altri invece Romola fu direttamente responsabile per il rapido declino del marito, la sua transizione dalla danza al cabaret e il licenziamento da parte di Djagilev.

## Nella cultura di massa
Romola de Pulszky è stata interpretata da Leslie Browne nel film di Herbert Ross Nijinsky (1980)